# RADIONOMICS
『LOGISTEED RADIONOMICS』（ロジスティード ラジオノミクス）は、2024年4月5日からJ-WAVEで放送されているラジオ番組。ロジスティードの一社提供で放送。

## 概要
日向坂46の佐々木久美がナビゲーターを務めている経済情報番組で、毎週金曜 22:30 - 23:00（日本標準時）に放送。
番組は、経済ジャーナリストなどの経済に詳しい人物をゲストに迎え、佐々木が彼らから貯蓄や投資などについて実践的に学んでいく模様を放送。ゲストは2週連続で同じ人物が出演する。また番組中、佐々木自らが「ガチ選曲」した音楽も掛ける。